# Baktiu
Baktiu representa os decanos, ou “estrelas operantes”, ou ainda estrelas decanas, na mitologia e astronomia egípcia. De uma quantia variável de estrelas formaram-se as constelações decanas, que foram sintetizadas então como Baktiu.

## A vida astrônomica de uma estrela decana
A vida astronômica de uma estrela decana se realiza em seis etapas: nascer – ascender – prestar serviço – descender – morrer – regeneração/renovação. Após sua entrada no Tuat, cada uma das 36 estrelas decanas muda seu estado de Baktiu para Chatiu. A vida dos decanos foi descrita no Livro de Nut:
“Ele (o decano) nasce (16. Schemu II), isto é, ele surge no céu a partir do Tuat… 70 dias se passam desde seu declínio (6. Peret IV) até o dia em que volta a ascender. Ele passa esses dias no Tuat […] Então ele passa (depois de sua ascensão) 80 dias no Leste. E mais 120 dias no meio do céu, prestando serviço. Por 10 dias ele permanece em seu ponto culminante (6. Peret I) […] E outros 90 dias no Oeste. As estrelas descansam no Oeste, pois já prestaram seu serviço.” Decano Temat-heret-cheret (Livro de Nut, PC1, § 44b–c)

## Calendário de Sirius (Sistema do Livro de Nut)
| Calendário de Sirius (Calendário Gregoriano) |                                                            |                                                                    |                                                                         |                                                               |
| Ano                                          | Nascimento Helíaco                                         | Começo do serviço (Meio do céu)                                    | Chegada (Céu oriental)                                                  | Declínio tardio                                               |
| 2089 a.C.                                    | 22. Peret II 30 de junho 4:10h Nascer Altura horizontal 2° | 22. Schemu I 18 de setembro 4:10h Culminação Altura horizontal 40° | 22. Achet I 31 de janeiro 18:17h Torna-se visível Altura horizontal 39° | 12. Achet IV 21 de abril 18:49h Declínio Altura horizontal 2° |